# Acrobeles complexus
Acrobeles complexus är en rundmaskart. Acrobeles complexus ingår i släktet Acrobeles och familjen Cephalobidae. Inga underarter finns listade i Catalogue of Life.